# Črnomelj
Črnomelj (em alemão:  Tschernembl) é um município da Eslovênia. A sede do município fica na localidade de mesmo nome. Encontra-se na margem esquerda do rio Lahinja. Apesar de ser um dos maiores municípios da Eslovénia em extensão, com 339,7 km², possui apenas 14 698 habitantes (estimativa 2010).